# Rentowność sprzedaży netto
Rentowność sprzedaży netto (ang. net profit margin) – informuje, ile zysku (straty) po opodatkowaniu (netto) wypracowują wszystkie przychody z działalności. Innymi słowy, jaką część lub jaki procent wszystkich przychodów stanowi zysk po opodatkowaniu. Im wyższy wskaźnik sprzedaży netto tym lepiej, gdyż przedsiębiorstwo generuje większe przychody ze wszystkich rodzajów działalności i dzięki temu przynosi większy zysk dostępny dla właścicieli.
Rentowność sprzedaży netto = zysk netto / (przychody netto ze sprzedaży produktów, towarów i materiałów + pozostałe przychody operacyjne + przychody finansowe + zyski nadzwyczajne)